# Balam-Quitze
Balam-Quitze var i Mayaindianernas kosmogoni en av de fyra första människorna. Jaguaren med det vänliga leendet var den förste mannen och skapades av majs. Han gifte sig med Caha-Paluma.
Dessa första människor var allvetande i kraft av sin mycket höga intelligens och sitt allseende. Detta misshagade deras skapare, Gucumatz, som inskränkte deras syn och därmed reducerade dem så att de blev underlägsna gudarna.